# Comuna de Herby
Herby (polaco: Gmina Herby) é uma gminy (comuna) na Polónia, na voivodia de Santa Cruz e no condado de Lubliniecki.
De acordo com os censos de 2004, a comuna tem 5.100 habitantes.

## Área
Estende-se por uma área de 50,47 km², incluindo:
- área agricola: 23%
- área florestal: 63%

## Demografia
Dados de 30 de Junho 2004:
|                      | Total   | Total | Mulheres | Mulheres | Homens  | Homens |
| -------------------- | ------- | ----- | -------- | -------- | ------- | ------ |
|                      | pessoas | %     | pessoas  | %        | pessoas | %      |
| População            | 6969    | 100   | 3484     | 50       | 3485    | 50     |
| Densidade (pop./km²) | 79,7    | 100   | 39,8     | 39,8     | 39,8    | 39,8   |

De acordo com dados de 2002, o rendimento médio per capita ascendia a 1521,6 zł.

## Comunas vizinhas
- Blachownia, Boronów, Ciasna, Kochanowice, Konopiska, Koszęcin, Przystajń, Wręczyca Wielka